# Che gelida manina
"Che gelida manina" ("Så kall ni är om handen") är en tenoraria ur första akten av Giacomo Puccinis opera La bohème. Arian sjungs av Rodolfo till Mimì när de träffas första gången. I arian berättar han om sitt liv som poet och avslutar med att be henne berätta mer om sitt liv. Det är en av de mest inspelade ariorna för tenorer.

## Dramatisk kontext

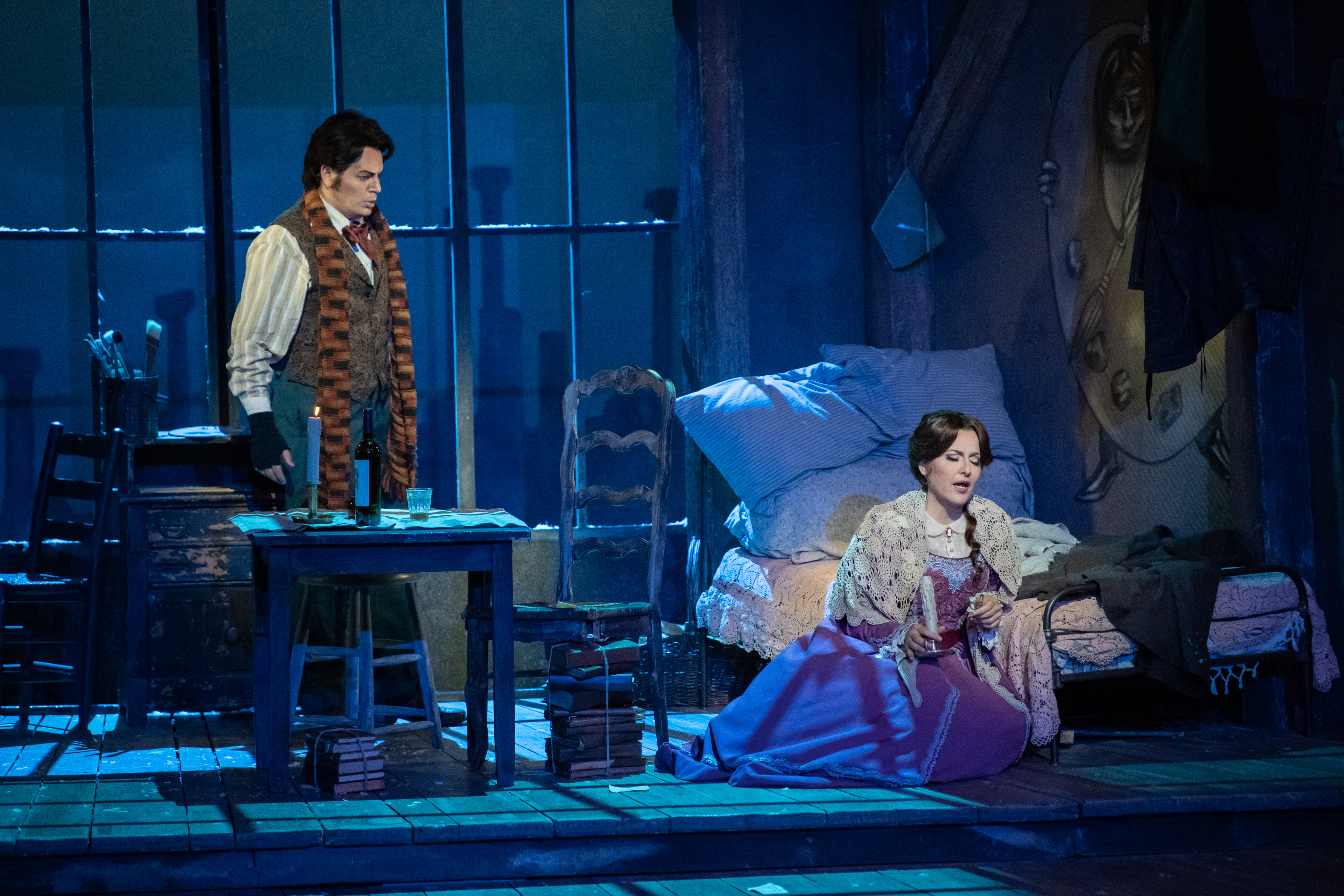
Från en uppsättning av La bohème, med en scen där Rodolfo träffar Mimì strax innan arian.

Scenen utspelar sig på julafton i Quartier Latin i Paris.  Rodolfo, en kämpande poet, är i sitt rum när han hör någon knacka på dörren. Han öppnar dörren och ser Mimì, en granne som har kommit till hans rum eftersom hennes ljus har slocknat och hon behöver ljus för att gå till sitt rum. När hon är i hans rum känner hon sig svimfärdig och han hjälper henne att sitta, och hon råkar tappa sin rumsnyckel. Efteråt, med ljuset tänt, börjar Mimì gå därifrån, men upptäcker att hennes nyckel saknas. Båda deras ljus slocknar sedan och de två letar efter hennes rumsnyckel tillsammans i mörkret. Rodolfo hittar sin nyckel men gömmer den. Rodolfo rör då vid hennes hand i mörkret och känner kylan i hennes hand, och han börjar sjunga arian.
Sången börjar med recitativet "Che gelida manina, se la lasci riscaldar" ("Så kall ni är om handen, låt mig värma den i min"), som snabbt övergår i en aria. I sången berättar Rodolfo för Mimì att han är poet – "Chi son? Sono un poeta" ("Vem är jag? Jag är poet"), berättar om sitt liv som poet i sorglös fattigdom, och om sina förhoppningar och drömmar. Han erkänner sedan att hon har stulit hans hjärta, och avslutar med att fråga henne om hennes liv.
Som svar sjunger Mimì sin aria "Sì, mi chiamano Mimì" ("Ja, man kallar mig Mimì"), och scenen avslutas i en duett "O soave fanciulla" där de inser att de har fallit för varandra.

## Komposition

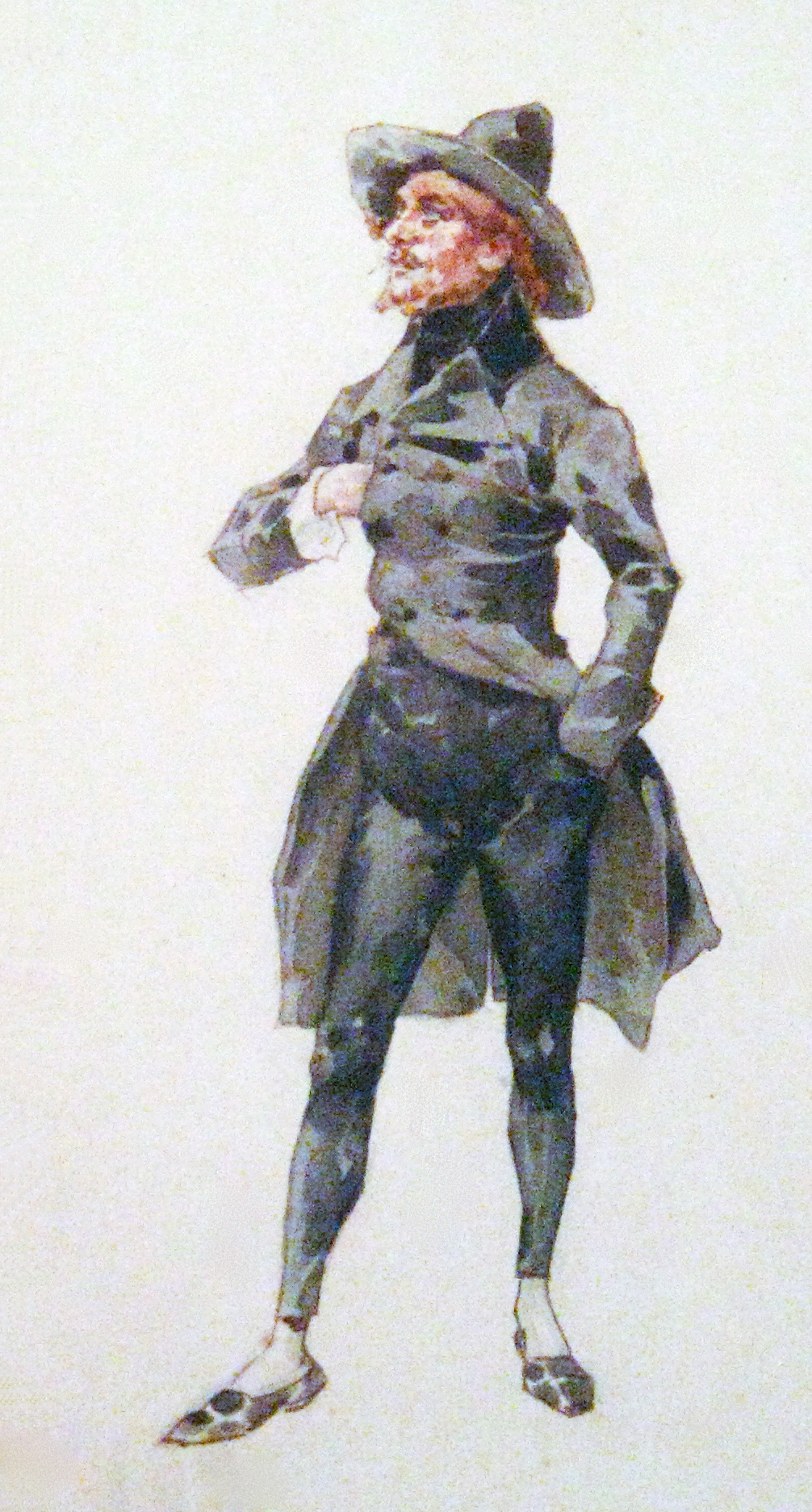
Rodolfos kostym till premiären på Teatro Regio i Turin 1896.

Arian komponerades av Puccini med libretto av Luigi Illica och Giuseppe Giacosa. Den innehåller ett originellt drag som Puccini introducerade – den har tre distinkta musikaliska avdelningar som saknar tonal balans men som ändå är sammanhängande som helhet. Den första delen är öm, den andra delen (som börjar med "Chi son? Sono un poeta") är tydligt annorlunda i tonen, djärvare och innehåller ett motiv för Rodolfo. Den tredje delen inleds med "Talor dal mio forzière", början på det "kärleksmotiv" som används i operan.
I operans originalpartitur skrevs arians inledande del och den föregående passagen ursprungligen i C-dur i stället för Dess-dur som används. Arian kan dock transponeras ner ett halvt steg av dem som tycker att det klimaktiska höga C:et är svårt att sjunga.

## Framträdande och inspelningar
|  |
|  |

La bohème är en av de mest populära operorna, och "Che gelida manina", som är operans mest kända tenoraria, är följaktligen en av de mest inspelade ariorna av tenorer. Mellan 1900 och 1980 spelade nästan 500 tenorer in denna aria på minst sju olika språk. Operan hade premiär i Turin 1896 med rollen som Rodolfo spelad av Evan Gorga, även om Gorga hade svårt för den höga tessituran och musiken måste transponeras ner för honom.
Inspelningar av arian påbörjades några år efter uruppförandet. En tidig inspelning gjordes av Enrico Caruso 1906. Caruso lär ha sjungit arian 1897 för Puccini, som ska ha utbrustit: "Vem har sänt dig till mig – Gud?" Beniamino Gigli framförde arian i filmen Ave Maria från 1936. Arian var en av Mario Lanzas första inspelningar från 1949; hans inspelning av "Che gelida manina" vann Operatic Recording of the Year (utdelad av National Record Critics Association), och inkluderades senare i RCA:s Hall of Fame historiska inspelningar. Den första kända inspelningen av Luciano Pavarotti spelades in 1961 under hans professionella debut på Teatro Municipale i Reggio nell'Emilia. Han spelade in arian igen 1963 i London. Pavarotti gjorde många anmärkningsvärda inspelningar av arian i sina framföranden av La bohème, bland annat framförandet på La Scala 1979 och en inspelning 1973 dirigerad av Herbert von Karajan.